# Bzovîțea, Zboriv
Bzovîțea (în ucraineană Бзовиця) este o comună în raionul Zboriv, regiunea Ternopil, Ucraina, formată numai din satul de reședință.

## Demografie
Componența lingvistică a comunei Bzovîțea
     Ucraineană (100%)
Conform recensământului din 2001, toată populația comunei Bzovîțea era vorbitoare de ucraineană (100%).